# Wilibald Swibert Joseph Gottlieb von Besser
Wilibald Swibert Joseph Gottlieb von Besser (Innsbruck, 7 luglio 1784 – Kremenec', 11 ottobre 1842) è stato un botanico austriaco.

## Biografia
Nacque a Innsbruck, perse entrambi i genitori quando aveva solo 13 anni, successivamente fu adottato da un suo parente S.B. Schivereck, professore di botanica all'Università di Leopoli. Besser ricevette la sua formazione a Leopoli e nel 1807 si laureò presso l'università di Cracovia. Nel 1808 insegnò lezioni in una scuola di Volinia, trasferendosi come istruttore a Kremenets durante l'anno successivo, dove era il direttore dell'orto botanico.
Nel 1834 fu nominato professore di botanica presso l'Università di Kiev. Tuttavia, tre anni dopo, si dimise e tornò a Kremenets, dove condusse studi botanici e entomologici per il resto della sua vita.
Era l'autorità principale del genere Artemisia.
Il genere Bessera fu nominato in suo onore da Julius Hermann Schultes (1804-1840). La specie Aconitum besserianum prese anche il suo nome.

## Opere principali
- Primitiae florae Galiciae Austriacae utriusque, (1809)
- Enumeratio Plantarum Hucusque in Volhynia, Podloa, Gub. Kiovensis etc. (1822)
- Ueber die Flora des Baikals, (1834)